# Velabro

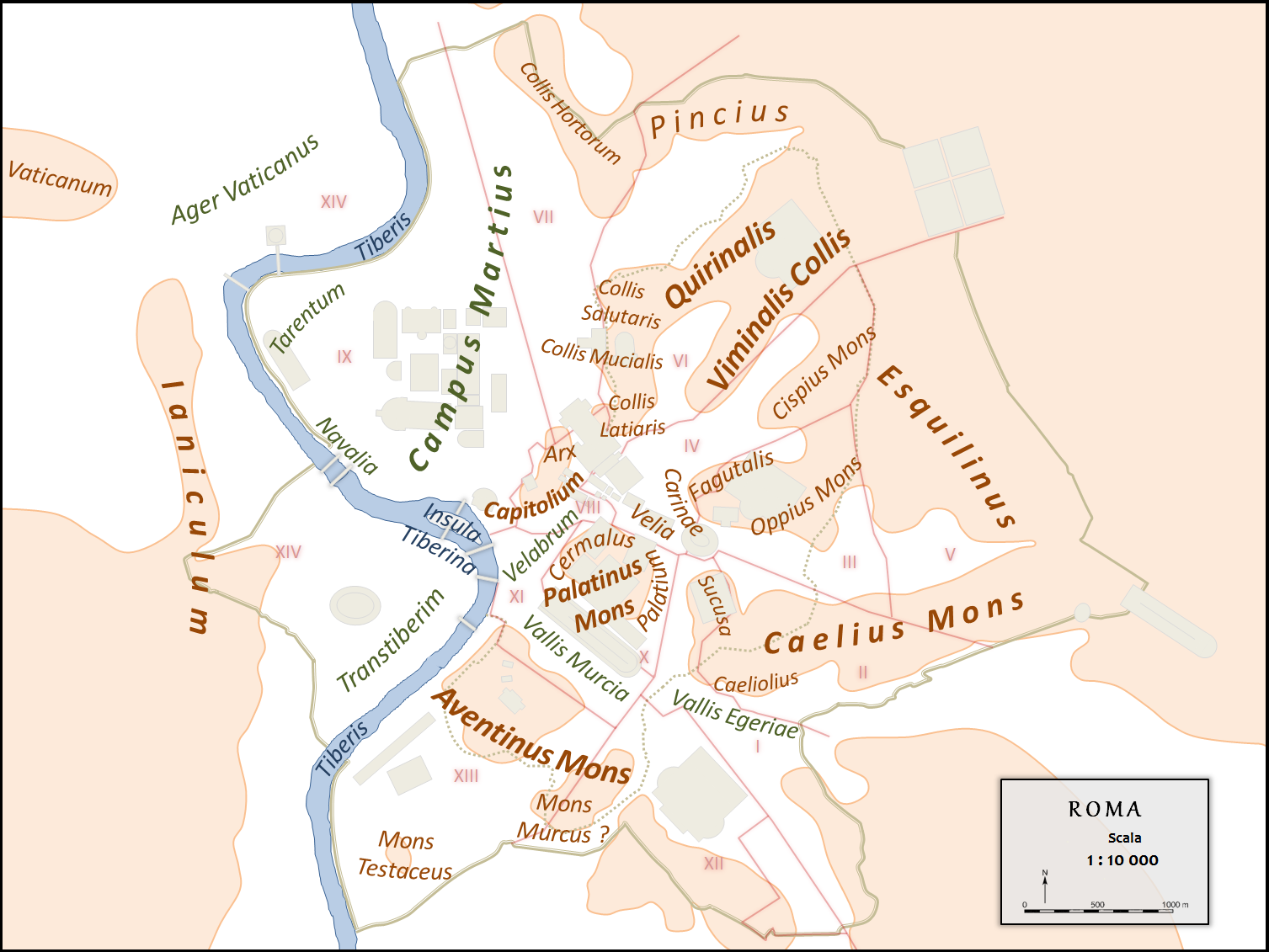
Plano de Roma mostrando o Velabro entre o Capitolino e o Palatino

Velabro (em latim: Velabrum), e depois Velo Áureo (em latim: Velum Aureum) na Idade Média, é um vale baixo da cidade de Roma situado entre o Monte Capitolino e a encosta noroeste do Palatino. A etimologia de seu nome é desconhecida. Varrão sugeriu que derivou de a vehendo (flutuador), enquanto Plutarco das vela (velas ou cortinas) utilizadas nas procissões. Independente de sua origem, é provavelmente antiga, e originalmente foi utilizada para o distrito inteiro entre as duas colinas, o vale do fórum e o rio, sendo, em tempos históricos, utilizada mais restritamente. Segundo a tradição, o Velabro foi originalmente um pântano, com água suficiente para flutuar pequenas embarcações, até ser drenado pela construção da Cloaca Máxima e o sistema anexo de esgotos. Por conta de sua altura, esteve sujeito à inundação quando o Rio Tibre estava muito cheio.
O Velabro foi delimitado pelo Fórum Romano ao norte, a encosta do Palatino e o Vico Toscano a leste e o distrito atravessado pelo Vico Jugário a oeste. A linha que o separava do Fórum Boário passou através da atual Igreja de São Jorge em Velabro e é marcada pelo Arco dos Argentários. A região foi um importante centro de atividade comercial e industrial, e particularmente de comércio de gêneros alimentícios, óleo e vinho. Todo o tráfico entre o Fórum e a Ponte Sublícia passou através das ruas que o circundavam, o Vico Toscano e o Vico Jugário, e por isso foi chamado por Macróbio de locus celeberrimus urbis (lugar mais famoso da cidade). Sabe-se que havia um santuário dedicado a Aca Larência.